# Saint-Barthélemy-myteriet
Saint-Barthélemy-myteriet var ett myteri mot svenskt styre på det då svenska Saint Barthélemy av den gustavianska milisen.

## Bakgrund

### Förvärvet av Saint-Barthélemy
Gustav III hade alltid velat ha en svensk bas i Nya världen, vilket han slutligen förvärvade i ett fördrag med den franske kungen Ludvig XVI den 1 juli 1784. Olyckligtvis för svenskarna hade ön lite att erbjuda, med en befolkning på endast 739 –950 när skeppet Enighet anlände den 30 januari 1785. Ön saknade också rent dricksvatten och hade lite bördig jord.

### Etablering som frihamn
År 1786 genomförde svenskarna en betydande policyändring, nämligen att det nyligen bosatta Gustavia klassificerades som en frihamn. Den var modellerad efter holländska och danska föregångare i regionen.  Dessa föregångare hade haft framgångar tidigare, särskilt under internationella konflikter, vilket lett till ett svenskt intresse.

### Franska revolutionskrigen
Efter att nyheten om den franska revolutionen nådde Karibien 1789, sökte många fransmän sin tillflykt till neutrala öar, inklusive Saint-Barthélemy.  Enligt Anne Pérotin-Dumon ägde en stor invandringsvåg rum 1793-1794 av grupper av invånare från Guadeloupe och Martinique, huvudsakligen bestående av rojalister och anhängare av revolutionen.I maj 1793 kommenterade Carl Fredrik Bagge af Söderby, guvernören på Saint Barthélemy, ankomsten av franska familjer till ön. Å ena sidan ogillade han att ge skydd till "utländska äventyrare och bankrutta personer", samtidigt som han välkomnade dem eftersom de förde med sig "betydande egendom, slavar, hushåll och kontanter". 
Den 22 september tog handelsmännen och sjömännen i Gustavia till vapen mot de svenska myndigheterna, särskilt landshövdingen Hans Henrik Ankarheim, Samuel Fahlberg och Anders Bergsted. Motiven för myteristerna var inledningsvis oklara, annat än att de reagerade på guvernör Anckarheims order att upplösa stadsmilisen som han kallade "orugglig, oorganiserad och upprorisk". Bergstedt tillfångatogs snabbt av myteristerna, och när Anckarheim hörde talas om myteriet beordrade han Fahlberg att fly till den närliggande fästningen. Anckarheim, som led av gikt, tillfångatogs av myteristerna. Enligt Anckarheim hävdade myteristerna att de hade "tusen skäl till klagomål mot [Bergstedt] som de ödmjukt ville lägga fram för Hans Kungliga Majestät för behandling". Senare på kvällen, efter att Anckarheim hade förhandlat med myteristerna, beordrade han Fahlberg att inte attackera myteristerna och återvända hem.
Några dagar senare hävdade August Nyman att Fahlberg beordrade honom att skjuta mot den upproriska milisen, men att han vägrade eftersom de var hans egna landsmän.  På grund av myteriet förlorade svenskarna tillfälligt kontrollen över ön till myteristerna.

## Resultat
Efter myteriet accepterades myteristernas krav på att Bergstedt skulle landsförvisas, tillsammans med Fahlberg.